# Desa Girijaya (administrativ by i Indonesien, Jawa Barat, lat -7,38, long 107,82)
Desa Girijaya är en administrativ by i Indonesien.   Den ligger i provinsen Jawa Barat, i den västra delen av landet, 170 km sydost om huvudstaden Jakarta.